# Trudl Bruckner
Trudl Bruckner-Watzlawick, auch Trudi (* 29. Oktober 1916; † 9. März 2018 in Zürich), war eine Schweizer Galeristin. Sie war die Initiatorin und Mitbegründerin der heutigen Art Basel.

## Leben und Werk
Trudl Bruckner-Watzlawick, Taufname Waltraud Ingeborg Watzlawick, war eine Tochter des Otto August Rudolph Watzlawick, eines Sängers und Schauspielers, und der Julia Marguerite, geborene Schmitt. Sie war mit Christoph Bruckner (29. September 1914–30. Mai 2001), Sohn des Rudolf Bruckner (1876–1948), Kaufmann, und der Elisabeth Marguerite Bruckner, geborene Georg, (1884–1971) verheiratet.
Als Galeristin leitete sie von 1956 bis 2004 in Basel die «Galerie Riehentor», in der sie vor allem Schweizer Künstler zeigte. Insgesamt veranstaltete sie mehr als 200 Ausstellungen, darunter frühe Ausstellungen von Künstlern wie Helmut Federle, Franz Gertsch, Samuel Buri, Lenz Klotz, Rolf Iseli, Johann Anton Rebholz, Dorette Hügin, Meret Oppenheim und Irène Zurkinden. Trudl Bruckner galt dabei als Grande Dame der Basler Galerienszene.

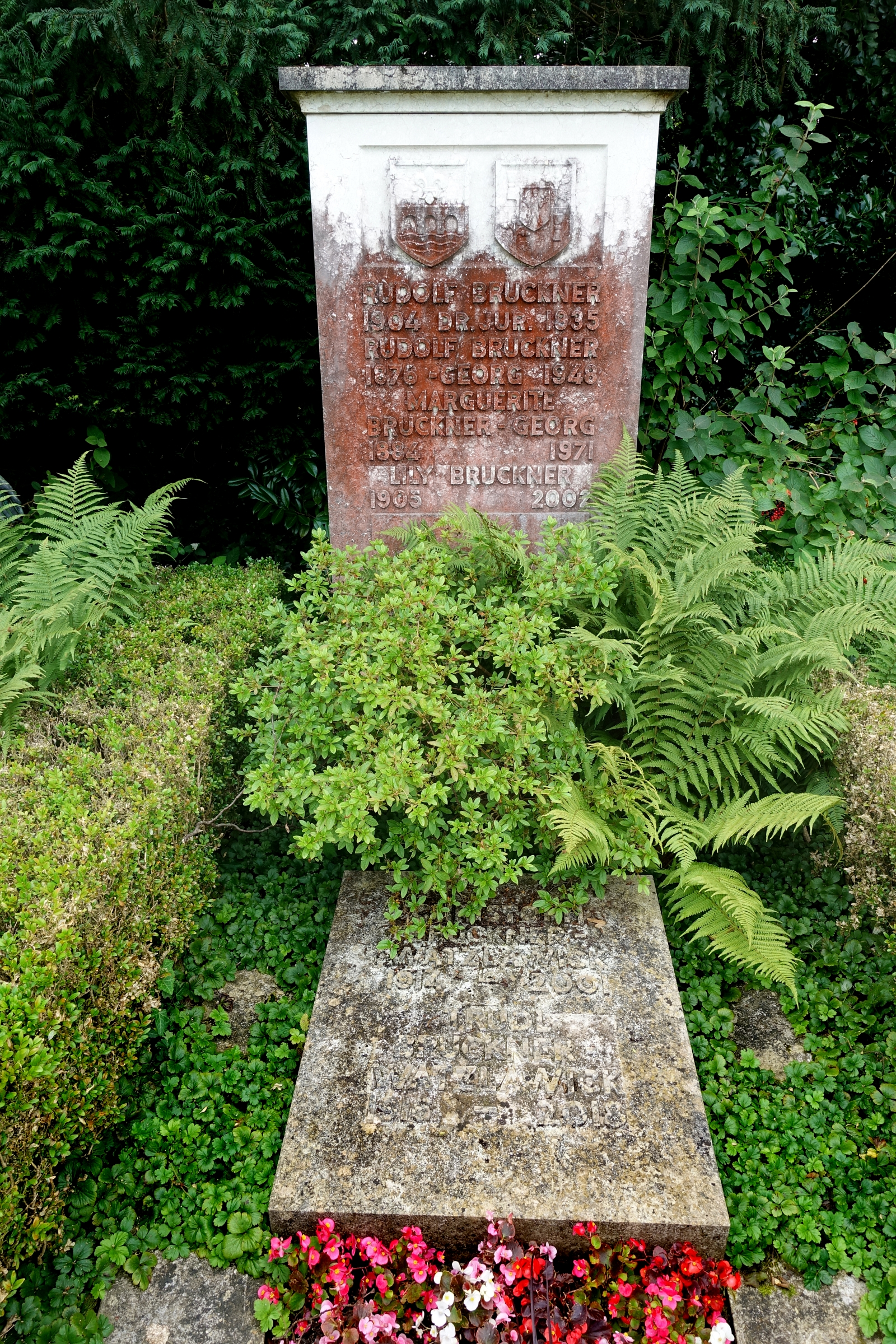
Familiengrab auf dem Friedhof am Hörnli

1970 schrieben Bruckner, Balz Hilt und Ernst Beyeler Basler Kunstgeschichte, indem sie in Basel die Art, die spätere Art Basel, gründeten. Mit ihrer Galerie nahm sie selber regelmässig an dieser Kunstmesse teil. Bis zur Art 22’91, der 22. Ausgabe im Jahr 1991, war Trudl Bruckner mit Ernst Beyeler im Ausstellungskomitee vertreten. Später wurde Trudl Bruckner Ehrenmitglied des Gremiums.
Die Art Basel wurde dabei von den drei Initiatoren als Gegenentwurf zur Art Cologne entworfen und international ausgerichtet. Sie schufen damit den Grundstein zur Etablierung von Basel als eine bedeutende Kunstmetropole in der Welt. Die Ursprungsidee zur Messe stammte dabei von Trudl Bruckner:

„Ein paar Leute aus Basel sassen im Restaurant Kunsthalle und begannen einmal mehr zu schimpfen, dass in Basel viel zu wenig geschehe. Da sagte ich: Das will ich jetzt nicht mehr hören – machen wir doch in Basel eine Kunstmesse. Alle fanden das eine wunderbare Idee. […] Ich nahm dann Kontakt mit Ernst Beyeler und Balz Hilt auf, die sofort bereit waren.“

Ernst Beyeler gibt hingegen an, dass er anfänglich reserviert auf den Vorschlag reagiert habe und nicht „sofort bereit“ zur Mitarbeit gewesen sei – zu Beginn habe er sich mehr aus Loyalität als aus Überzeugung für die Basler Kunstmesse engagiert. Für Bruckner und Hilt war die Mitarbeit von Beyeler sehr wichtig, da er über die internationalen Kontakte verfügte.
2004 zog Trudl Bruckner nach Zürich zu ihrer Tochter, wo sie am 9. März 2018 verstarb. Ihre letzte Ruhestätte fand sie auf dem Friedhof am Hörnli, Abteilung 10, Sektion 2, Grab 39. Die Art Basel gab 2018 ihr zum Andenken das Buch l’heure bleue. In memoriam Trudl Bruckner heraus.